# عزة الإسماعيلية
عزة بنت سليمان بن سعيد الإسماعيلية، هي سياسية ورائدة أعمال عُمانية شغلت منصب وزيرة التقنية والاتصالات في حكومة سلطنة عمان خلال الفترة من أكتوبر 2019 إلى أغسطس 2020.

## التعليم
حصلت عزة الإسماعيلية على درجة البکالوریوس ومن ثم درجة الماجستیر فی هندسة الکمبیوتر من جامعة السلطان قابوس فی سلطنة عمان، كما حصلت على درجة الماجستير في إدارة الأعمال التنفیذیة من جامعة جراند کانیون ومقرها ولاية أریزونا بالولایات المتحدة الأمریکیة.

## الحياة العملية
في عام 1994، انضمت الإسماعیلیة إلى شركة تنمية نفط عمان حيث قضت عشر سنوات شغلت خلالها العديد من المناصب في الشركة منها مهندسة تطویر أعمال ثم منصب مديرة المشاريع.
خلال مسيرتها شغلت العديد من المناصب السياسية، حيث عملت عملت كمسؤول في هيئة تنظيم الاتصالات، وهي أيضاً أحد أعضاء المجلس الإستشاري بکلیة التربیة فی جامعة السلطان قابوس. كما شاركت في لجنة تطوير التعليم العام في سلطنة عمان منذ عام 2015، وفي عام 2017 تم اختيارها ودعوتها من قبل حكومة عمان للانضمام إلى مجموعة تطویر رؤية عُمان 2040 في الأمانة العامة للمجلس الأعلى للتخطيط.
في عام 2019، تم تعيينها من قبل السلطان قابوس بن سعید بموجب المرسوم السلطاني رقم 68/ 2019 كأول وزيرة لوزارة التقنية والاتصالات والتي أنشئت في نفس العام بموجب المرسوم السلطاني رقم 63/ 2019، وظلت في المنصب حتى 18 أغسطس 2020.